# Botryllus delicatus
Botryllus delicatus is een zakpijpensoort uit de familie van de Styelidae. De wetenschappelijke naam van de soort is voor het eerst geldig gepubliceerd in 2001 door Okuyama & Saito.